# 石部トンネル
石部トンネル（せきべトンネル）は、静岡県静岡市駿河区と焼津市にまたがる東海旅客鉄道（JR東海）東海道本線の鉄道トンネルである。用宗 - 焼津駅間にある。

## 概要
1889年（明治22年）の東海道本線の開通によって、石部トンネル（910ｍ）と磯浜トンネル（970m）の2本のトンネルが開通した。1911年（明治44年）3月には、両トンネルともに山側のトンネルが竣工し、複線化が完了した。これらトンネルに挟まれた区間は、大崩海岸の中央部に位置しアルカリ玄武岩を主とする脆い地質による土砂崩壊が頻発する地形であった。
1941年（昭和16年）8月、弾丸列車計画に際して、日本坂トンネル（現在の東海道新幹線日本坂トンネル）を着工した。第二次世界大戦の激化によって弾丸列車計画が中止となった後も日本坂トンネルの建設は続き、1944年（昭和19年）12月に東海道本線を移設した。これは石部・磯浜トンネルともに、曲線半径が400-600mで速度制限を必要とし、トンネルの断面が狭小で大貨物の通過に支障をきたしていたことに対応するためであった。その後、両トンネルは一般道に転用された。
1962年（昭和37年）、日本坂トンネルを東海道新幹線用にするため、石部・磯浜トンネルを結合し、（新）石部トンネルとして再転用する改修が竣工。9月末に東海道本線としての使用を開始し、現在に至る。トンネルの坑口は東京側が旧石部トンネルのもので、神戸側が開業時の旧磯浜トンネルのものである。なお、旧石部トンネルの神戸側坑門は崩壊した状態のまま残されているが、旧磯浜トンネルの東京側坑門は埋め立てられており、現在ではその姿を見ることはできない。

## 沿革
- 1887年（明治20年）5月 - 2月に着工した磯浜トンネルに続いて石部トンネルも着工[1]。
- 1888年（明治21年）12月 - 9月に竣工した磯浜トンネルに続いて石部トンネルも竣工[1]。
- 1889年（明治22年）4月16日 - 石部・磯浜トンネルともに開通。
- 1909年（明治42年）11月1日 - 用宗駅開業。
- 1911年（明治44年）3月10日 - 石部・磯浜トンネルともに複線化。
- 1941年（昭和16年）8月11日 - 弾丸列車計画により、日本坂トンネル（現在の東海道新幹線日本坂トンネル）を着工[2]。
- 1944年（昭和19年）12月 - 10月10日に竣工した日本坂トンネル[3]に、東海道本線を移設。
- 1948年（昭和23年）9月16日 - アイオン台風により石部トンネルの一部が崩落。
- 1950年（昭和25年）12月22日 - 静岡鉄道による焼津延長線（静岡清水線運動場前 - 石部トンネル - 駿遠線相川 間）に鉄道免許状下付[4][5]。
- 1961年（昭和36年）5月 - 東海道新幹線建設に伴い、石部・磯浜トンネルを結合し再転用する改修に着工。
- 1962年（昭和37年）- 改築された（新）石部トンネルが竣工し、東海道本線を日本坂トンネルより移設[6]。9月25日に下り線、28日に上り線を使用開始。
- 1963年（昭和38年）5月17日 - 静岡鉄道が焼津延長線計画を正式に廃止[7]。
- 2007年（平成19年）5月25日 - 旧石部トンネルの神戸側坑門（海側・下り線）が崩落。

## 関連文献
- 静岡第一師範男子部附属小学校「トンネルを調べたこと」『私たちの見た社会: 社会科作品集』1950年3月。
- 尾焼津弁次「石部隧道」『第18回 国鉄文芸年度賞作品集』1967年3月。